# San Félix de Asma
San Félix de Asma (llamada oficialmente San Fiz de Asma) es una parroquia española del municipio de Chantada, en la provincia de Lugo, Galicia. Cuenta con una población de 167 habitantes (INE, 2020).

## Organización territorial
La parroquia está formada por diecinueve entidades de población, constando diez de ellas en el nomenclátor del Instituto Nacional de Estadística español:

### Entidades de población
Entidades de población que forman parte de la parroquia:
- A Casa Grande
- A Laxa
- A Pena
- As Cerdeiriñas
- Cancela (A Cancela)
- Costoira
- Curro (O Curro)
- Fontefiz
- Laxe de Baixo (A Laxa de Abaixo)
- Laxe de Riba (A Laxa de Arriba)
- Meixide Grande
- O Campo de Eirexe
- O Castro
- O Control
- Pena do Couto (A Pena do Couto)
- Portas
- Tarrío
- Trascarreira

### Despoblado
Despoblado que forma parte de la parroquia:
- Amedo

## Demografía
| Gráfica de evolución demográfica de San Félix de Asma entre 2000 y 2020 |
|                                                                         |
| Datos según el nomenclátor publicado por el INE.                        |